# Losers
Losers ("Förlorare") är en svensk spänningsfilm från 2013 i regi av Mattias J. Skoglund och Markus Marcetic. Den utspelar sig i Borlänge år 1992 och handlar om deltagarna i en starta eget-kurs, som ger sig ut på en skogsutflykt för att prova en företagsidé om att erbjuda okonventionella vildmarksturer.

## Medverkande
- Isabelle von Saenger som Åsa
- Anna Svensson som Karin
- Per Åkerström som Jonas
- Andreas Borg som Thorbjörn
- Emma Juntilla som Anna
- Lisa Walberg som Jossi
- SaraKlara Hellström som Sandra
- Sara Turpin som Linda
- Barbro Enberg som Lena Svensson
- Robert Eriksson som Stefan

## Tillkomst
Losers var regissörernas långfilmsdebut. Filmidén är inspirerad av regissörernas egna erfarenheter från Arbetsförmedlingens kurser i början av 1990-talet. Filmen producerades genom Inland Film i samarbete med Film i Dalarna och med stöd från Borlänge kommun. På grund av den mycket låga budgeten var de flesta skådespelarna amatörer och castades vid auditioner på Borlänges stadsbibliotek. Stödet från Borlänge kommun bestod av att man fick låna två bussar och sponsrades med mat från långvården. Lokala företag sponsrade med kanoter, hårklippning, chipspåsar, kläder och utrustning.
Inspelningen skedde i juli 2010 i Borlänge, Sifferbo och Säterdalen. Inspelningen skedde utan scenografi eller ljussättning. Regissörernas hustrur deltog i produktionen som inspelningsledare respektive kostymör. Sammantaget tog det fyra år att göra filmen.

## Visningar
Världspremiären ägde rum den 9 november 2013 vid Stockholms filmfestival. Den reguljära biopremiären var den 30 maj 2014.

## Mottagande
Jake Bolin skrev för Moviezine från Stockholms filmfestival: "Har man någon gång gått vilse i skogen eller i AMS byråkratiska labyrinter kommer man att känna igen sig med lika delar skratt och ångest. Här finns en känsla av gerillafilmskapande i ordets mest positiva bemärkelse - man har tagit till skogs och filmat i en uppbygglig 'det löser sig'-anda. Det är en pigg och opretentiös debut, perfekt rollbesatt och med rolig dialog och klanderfri tajming, som förtjänar ett bättre öde än att en presumtiv publik blir bortskrämd av den nästan provocerande fantasilösa filmtiteln."
TT:s Miranda Sigander skrev: "Det finns en skön Breakfast club möter Expedition:Robinson-känsla här, med en växande stämning av obehag och många oroväckande rollfigurer som blommar ut ju längre in i skogen gruppen förirrar sig." Sigander ansåg dock att "Historien hade tjänat på bättre knådat manus med mer fördjupning av rollfigurerna och deras relationer". Nina Asarnoj på Kulturnytt uppskattade idén "att göra dessa arbetslösa antihjältar till huvudpersoner", men blev "aldrig riktigt rädd", eftersom "det är som om moderniteten lurar bakom varje granstam". Mats Johnson på Göteborgs-Posten skrev att "Blair witch project möter Flugornas herre och Den sista färden i den ojämnt agerade, men klart begåvade lilla lågbudgetfilmen Losers". Johnson skrev att "manuset inte riktigt håller för full långfilmslängd" och berömde därför regissörernas val att hålla speltiden kort.